# Komsomolskaja pravda

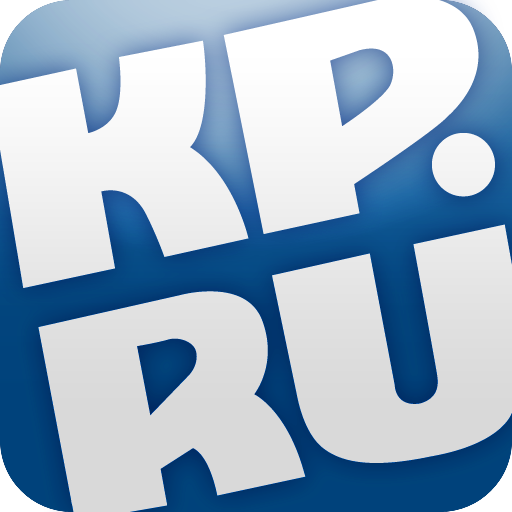
Комсомольская правда

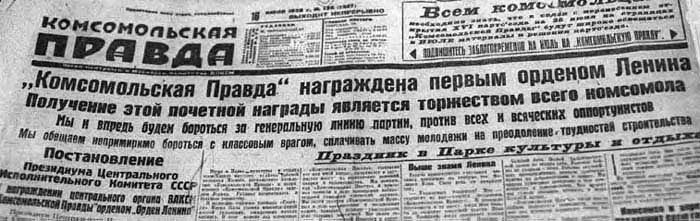
Výtisk z května 1930

Komsomolskaja pravda (rusky Комсомольская правда) jsou ruské noviny. V letech 1925 až 1991 se jednalo o tiskový orgán Ústředního výboru Komsomolu.
Noviny byly založeny na základě závěru 13. sjezdu Komunistické strany Ruska (bolševiků) a jejich první výtisk vyšel 24. května 1925 v jednatřiceti tisícovém nákladu. Počátkem prosince 1990 přestaly noviny plnit funkci tiskového orgánu Komsomolu a staly se ruským celostátním bulvárním deníkem. V průběhu výjimečného stavu v roce 1991 byly noviny zakázány a ve dnech 19.–20. srpna 1991 nevyšly. Již 21. srpna 1991 noviny vydaly celou kroniku převratu.

V současnosti[kdy?] je Komsomolskaja pravda vlastněna společností Media Partner, která je ve vlastnictví společnosti ECN Group. Tu vede Grigorij Berjozkin, který má úzké vazby na Gazprom. Nejvyšší počet denních výtisků měly noviny v roce 1990 (22 milionů výtisků), v současnosti se denní náklad pohybuje mezi sedmi sty tisíci až 3,1 miliony výtisků.

## Redaktoři
Ve třicátých letech začal v redakci fotografovat Ivan Šagin. Dokumentoval průmysl, zemědělství, sport, každodenní život, sovětskou mládež a Rudou armádu.